# The Comet Song
"The Comet Song" är en låt av den isländska sångerskan Björk, skriven tillsammans med sin långvariga vän och medarbetare Sjón som temalåt till filmen Mumintrollet och kometjakten från 2010. Låten utgavs som välgörenhetssingel den 6 september 2010 genom Itunes där all vinst donerades till offren av översvämningarna i Pakistan 2010.

## Låtskrivandet
Enligt Björk själv är hon ett stort fan av Mumintrollen; hon växte upp med böckerna och har därefter läst dem för sina egna barn.

## Medverkande
- Björk - flöjt, programmering, trumprogrammering, producent
- Mark Bell - producent
- Matthew Herbert - celesta, programmering, trumprogrammering, producent
- Damian Taylor - programmering, ljudtekniker